# Cornelius Frowein
Cornelius Frowein (* 1957 in Frankfurt am Main) ist ein deutscher Dirigent und Musikwissenschaftler.

## Leben
Cornelius Frowein, Sohn des Neurologen Rolf Frowein, studierte an der Musikhochschule Köln und an der Universität zu Köln. Seit Ende der 1970er Jahre konzertierte er zunächst überwiegend als Pianist. 1987 wurde er künstlerischer Leiter des Kammerorchesters Sinfonietta Köln.
Konzertreisen führten Cornelius Frowein durch das europäische Ausland und nach China. Er ist regelmäßig zu Gast bei internationalen Festivals wie Mozartfest Würzburg, Augsburger Mozartsommer, Schwetzinger Festspiele, Flandern-Festival, Ostbelgien Festival, Stagione Estiva Parma, Maggio della Musica, Stresa Festival, Muziek Biennale Niederrhein, Niederrhein Musikfestival, Summerwinds. Frowein veröffentlichte zahlreiche CD- und Rundfunkaufnahmen. Er lehrt an der Folkwang Universität der Künste in Essen und am Orchesterzentrum NRW in Dortmund.
Die stilgerechte, historisch informierte Interpretation von Musik des 18. Jahrhunderts – insbesondere der Epochen Sturm und Drang, Empfindsamkeit, Galanter Stil und Wiener Klassik – steht im Zentrum seiner Forschung und Konzerttätigkeit. Gleichwohl ist er auch ein Förderer der zeitgenössischen Musik, der mehrfach Kompositionsaufträge erteilte und Werke zur Uraufführung brachte.

## Veröffentlichungen
- Aufführungspraxis kompakt – Instrumentalmusik des 18. Jahrhunderts stilgerecht interpretieren. Bärenreiter-Verlag Kassel u. a. 2018; BVK 2453
- Wolfgang A. Mozart: Mailänder Quartette (Quartettsinfonien) KV 155, 157, 159, 160; Sinfonietta Köln – Leitung: Cornelius Frowein; Antes – BM 31.9220
- Felix Mendelssohn: Werke für Streichorchester (Auswahl); Sinfonietta Köln – Leitung: Cornelius Frowein; Solist: Christian Ludwig – Violine; Telos – TLS 013
- Niels Wilhelm Gade: Novelletten op. 53, Novelletten op. 58, Aquarelle op. 19; Sinfonietta Köln – Leitung: Cornelius Frowein; Antes – BM 31.9088
- Wolfgang A. Mozart: Clavierkonzerte KV 413, 414, 415; Sinfonietta Köln – Leitung: Cornelius Frowein; Solist: Siegbert Rampe – Cembalo, Hammerflügel; Intercord INT 5 44068 2
- Wolfgang A. Mozart: Clavierkonzerte KV 271, 449, Rondo KV 386; Sinfonietta Köln – Leitung: Cornelius Frowein; Solist: Siegbert Rampe – Cembalo, Hammerflügel; Intercord INT 860.881
- Werke für Streichorchester von Matthias Georg Monn, Joseph Haydn, Franz Schreker, Ottorino Respighi und Friedrich Wilhelm Hans; Sinfonietta Köln – Leitung: Cornelius Frowein; Antes – BM 31.9012